# Elliniká (ort i Grekland, Thessalien)
Elliniká är en ort i Grekland.   Den ligger i prefekturen Nomós Kardhítsas och regionen Thessalien, i den centrala delen av landet, 250 km nordväst om huvudstaden Aten. Elliniká ligger 704 meter över havet och antalet invånare är 109.
Terrängen runt Elliniká är bergig åt sydväst, men åt nordost är den kuperad. Elliniká ligger nere i en dal. Runt Elliniká är det mycket glesbefolkat, med 6 invånare per kvadratkilometer. Närmaste större samhälle är Stournaraíïka, 11,6 km nordost om Elliniká. Omgivningarna runt Elliniká är en mosaik av jordbruksmark och naturlig växtlighet.